# Strażnica KOP „Wielbowno”

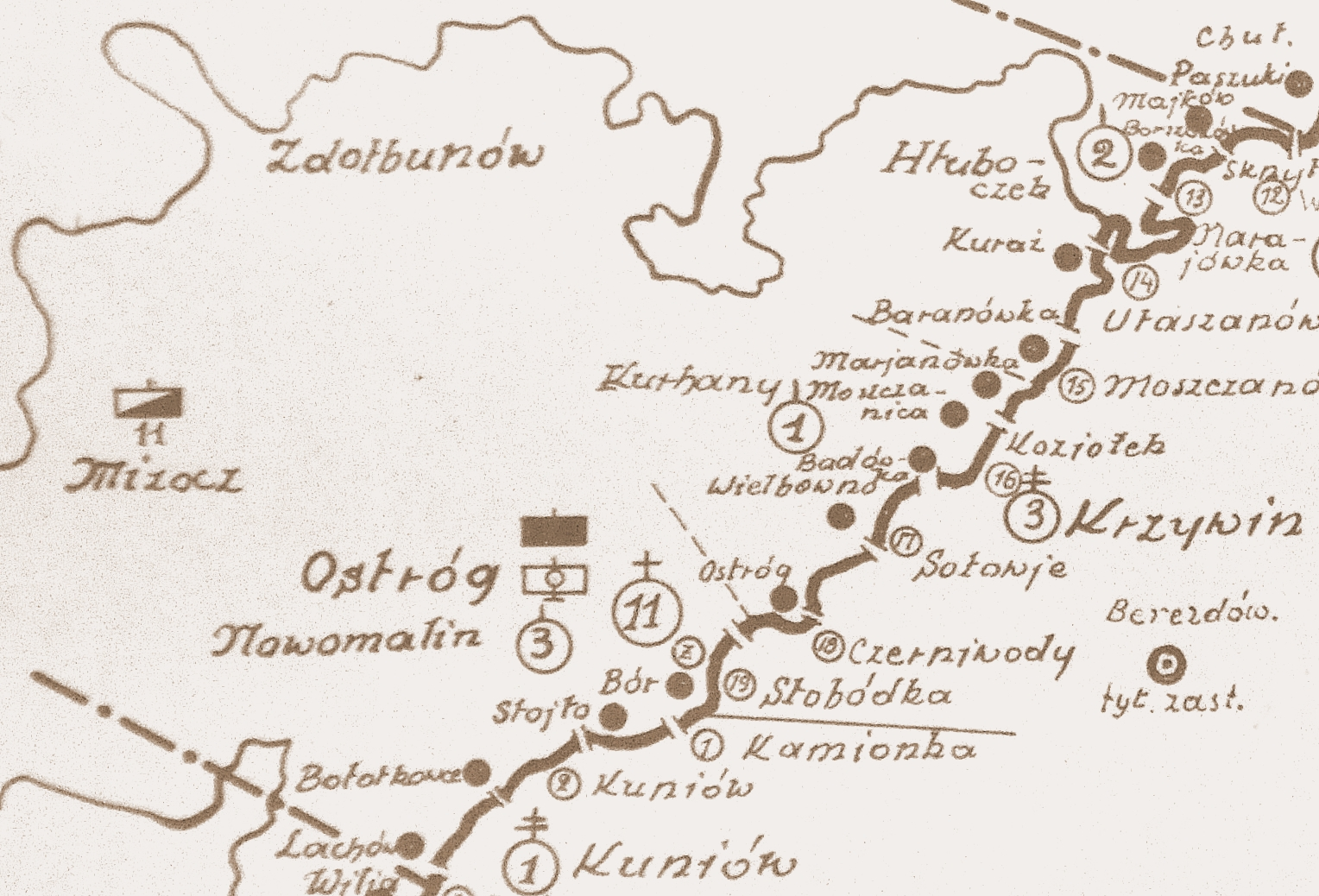
Rozmieszczenie batalionu KOP „Ostróg” w 1931

Strażnica KOP „Wielbowno” – zasadnicza jednostka organizacyjna Korpusu Ochrony Pogranicza pełniąca służbę ochronną na granicy polsko-sowieckiej.

## Formowanie i zmiany organizacyjne
W 1924 w składzie 1 Brygady Ochrony Pogranicza, został sformowany 11 batalion graniczny. W 1928 w skład batalionu wchodziło 13 strażnic, w tym 111 strażnica KOP „Wielbowno” . W latach 1928 – 1939 w strukturze organizacyjnej 1 kompanii granicznej KOP „Kurhany” funkcjonowała strażnica KOP „Wielbowno” . Strażnica liczyła około 18 żołnierzy i rozmieszczona była przy linii granicznej z zadaniem bezpośredniej ochrony granicy państwowej.
W 1932 obsada strażnicy zakwaterowana była w budynku prywatnym. Strażnicę z macierzystą kompanią łączyła droga polna długości 6 km.

## Służba graniczna
Podstawową jednostką taktyczną Korpusu Ochrony Pogranicza przeznaczoną do pełnienia służby ochronnej był batalion graniczny. Odcinek batalionu dzielił się na pododcinki kompanii, a te z kolei na pododcinki strażnic, które były „zasadniczymi jednostkami pełniącymi służbę ochronną”, w sile półplutonu. Służba ochronna pełniona była systemem zmiennym, polegającym na stałym patrolowaniu strefy nadgranicznej, wystawianiu posterunków alarmowych, obserwacyjnych i kontrolnych stałych, patrolowaniu i organizowaniu zasadzek w miejscach rozpoznanych jako niebezpieczne, kontrolowaniu dokumentów i zatrzymywaniu osób podejrzanych, a także utrzymywaniu ścisłej łączności między oddziałami i władzami administracyjnymi.
Strażnica KOP „Wielbowno” w 1932 ochraniała pododcinek granicy państwowej szerokości 6 kilometrów 700 metrów od słupa granicznego nr 1716 do 1724, a w 1938 pododcinek szerokości 6 kilometrów 750 metrów od słupa granicznego nr 1716 do 1723.
Sąsiednie strażnice:
- strażnica KOP „Badówka” ⇔ strażnica KOP „Ostróg” – 1928[3], 1929[4], 1931[5] , 1932[6], 1934[7]
- strażnica KOP „Blok Mohylany” ⇔ strażnica KOP „Ostróg” – 1938[8]